# Branický hřbitov
Branický hřbitov se nachází v Praze v městské čtvrti Braník. Hřbitov byl založen roku 1888. Do té doby byl nejbližším pohřebním místem hřbitov při kostelu svatého Michaela Archanděla v Podolí, tehdy Podole (pod Vyšehradem). Zvláštností je, že je zde pochováno velké množství sebevrahů. Důvodem jsou nedaleké Branické skály, kde se mnoho lidí rozhodlo ukončit život a Branický hřbitov byl nejbližším pohřebním místem. Bylo jim tam určeno jejich místo a dodnes mají sebevrahové na tomto hřbitově vyhrazený vlastní prostor.
Je tam pohřben i Václav Sedláček, zastřelený při protiněmeckých demonstracích a vzpomínce na výročí Masarykovy republiky v Praze 28. října 1939 na Václavském náměstí. Sedláčkův pohřeb se konal 4. listopadu 1939 na hřbitově v Braníku a směli se jej účastnit pouze jeho nejbližší příbuzní a známí; přišlo nakonec i dost Pražanů a rakev nesli čtyři sokolové. Noviny ale dostaly zákaz o pohřbu informovat, nesměl být přítomen ani kněz a celý pohřeb byl monitorován příslušníky čs. policie a gestapa. Odpor vrcholil poté během pohřbu Jana Opletala a následným uzavřením českých vysokých škol a popravou studentských vůdců nacistickým režimem bez soudu 17. listopadu 1939. Bratr Karel Sedláček, pevně rozhodnutý Václavovu smrt pomstít, se zapojil do aktivit českého odboje, ovšem byl pro svou neopatrnost na udání manželky svého zaměstnavatele zatčen a před koncem války zahynul v nacistickém koncentračním táboře neznámo kde. 
V květnu 1945 tam byl pochován také architekt Jindřich Freiwald, který byl zabit v průběhu Pražského povstání, než byl převezen do rodného Hronova.
Dopravní spojení branického hřbitova MHD je autobusy č. 196 a 197 do stanic "Ve Studeném". Branický hřbitov spravuje příspěvková organizace Hřbitovy a pohřební služby hl. m. Prahy, Hřbitovní správa Vinohrady. 